# 戈洛維謝
51°51′39″N 24°34′26″E / 51.86083°N 24.57389°E
戈洛維謝（烏克蘭語：Головище），是烏克蘭的村落，位於該國西部沃倫州，由科韋利區負責管轄，始建於1946年，面積0.44平方公里，海拔高度151米，2001年人口159，人口密度每平方公里360.54人。